# Morświn kalifornijski
Morświn kalifornijski (Phocoena sinus) – gatunek ssaka  z rodziny morświnowatych (Phocoenidae). Jest najmniejszym z delfinów i jednym z mniejszych waleni. Gatunek bardzo rzadki, uważany za najbardziej zagrożonego wyginięciem przedstawiciela zarówno rodziny, jak i w ogóle ssaków.

## Występowanie i biotop
Morświn kalifornijski jest endemitem, zasiedlającym płytkie wody przybrzeżne w północnej części Zatoki Kalifornijskiej. Rzadko spotykany w wodach o głębokości powyżej 30 m. W regionie, w którym żyje, czyli w Zatoce Kalifornijskiej, mówią na niego vaquita, co po hiszpańsku znaczy "mała krowa". Jest jedynym gatunkiem morświna występującym w tak ciepłych wodach. Morświn kalifornijski żyje pojedynczo, w parach lub w małych grupach (do 10 osobników). 

## Charakterystyka ogólna
| Podstawowe dane         | Podstawowe dane      |
| ----------------------- | -------------------- |
| Długość ciała           | 140-150 cm           |
| Masa ciała              | ok. 50 kg            |
| Dojrzałość płciowa      | z osiągnięciem 1,3 m |
| Okres godowy            |                      |
| Ciąża                   | 10-11 miesięcy       |
| Liczba młodych w miocie | 1                    |
| Długość życia           | 21 lat               |

### Wygląd
Ma mniejszą głowę i krótszy pysk w porównaniu z innymi waleniami, ciemnoszare ubarwienie grzbietu z jaśniejszym spodem. Płetwa grzbietowa  trójkątna i znacznie wyższa w stosunku do ciała niż u innych morświnów. Zęby tego gatunku mają łopatkowaty kształt. W górnej szczęce jest ich 20 – 21 par, zaś w żuchwie 18 par. Od innych morświnów różni się rozmiarem, niespotykanym ubarwieniem oraz płetwą grzbietową, która jest znacznie wyższa w stosunku do ciała niż u pozostałych. Przede wszystkim jednak wyróżnia go to, że jest gatunkiem najbardziej zagrożonym wyginięciem. I nie tylko wśród morświnów, ale ssaków w ogóle. Z powodu charakterystycznej czarnej obwódki wokół pyszczka i oczu nazywany jest pandą mórz.

### Tryb życia
Spotykany pojedynczo lub w małych grupach. Żywi się rybami i kałamarnicami. 

### Rozród
Ciąża trwa prawdopodobnie 10-11 miesięcy.
Samice rodzą młode zazwyczaj co drugi rok, w dodatku vaquity żyją krótko, do 25 lat.

## Zagrożenia i ochrona
W 1999 roku liczebność morświna kalifornijskiego szacowano na ponad 560 osobników, jednak według badań w 2008 roku żyło ich tylko 250, co oznaczało spadek o ponad 56% w ciągu dekady. Według liczenia w 2014 roku pozostało już tylko 97 osobników, w 2017 roku 30, natomiast w 2018 roku zaledwie 12. Największym zagrożeniem dla gatunku są przypadkowe odłowy w sieci rybackie, co spotyka szczególnie młode osobniki. Gatunek jest objęty konwencją waszyngtońską  CITES (załącznik I).
W Czerwonej księdze gatunków zagrożonych Międzynarodowej Unii Ochrony Przyrody i Jej Zasobów został zaliczony do kategorii CR (krytycznie zagrożony wyginięciem). Na świecie występuje mniej niż 100 osobników